# Maties Solà i Farell
Maties Solà i Farell, O.F.M.Cap. (Sant Llorenç Savall, Vallès Occidental, 11 d'agost de 1884 – Barcelona, 27 d'agost de 1973) va ser un frare i bisbe català.
El seu nom de baptisme era "Joan", que canvià per "Maties" quan als setze anys ingressà al convent de l'Orde Caputxí de Sarrià. Allí cursà els estudis eclesiàstics, hi feu els vots solemnes i hi fou ordenat sacerdot el 25 de març de 1909 de mans de Ricard Cortès i Cullell, bisbe titular d'Eudoxias i auxiliar de Barcelona. Fou immediatament traslladat al convent del Sagrat Cor d'Olot, on fou professor de filosofia de l'escola de novicis.
Novament a Barcelona, fou successivament guardià i superior dels convents de Sarrià i de Pompeia, i definidor, ministre i, entre 1927 i 1930, provincial dels Framenors Caputxins de Catalunya. Aquell mateix 1930 fou nomenat de nou guardià del convent de Pompeia. Anteriorment havia estat comissari de per a les vocacions missioneres l'esmentada província catalana, la qual des de primers del segle xix tenia encomanada per la Santa Seu l'evangelització de la part septentrional d'Hispanoamèrica. En virtut d'aquest càrrec fra Maties Solà havia viatjat a Mèxic (1925-1926) per intentar de salvar les missions caputxines d'aquell país amenaçades d'expulsió ran de la política antireligiosa del president Plutarco Elías Calles, cosa que no aconseguí.
El 1930 morí el vicari apostòlic de Bluefields, Nicaragua, l'artesenc Agustí Bernaus i Serra, O.F.M.Cap., bisbe titular de Milopotamos, i fra Maties Solà fou cridat a substituir-lo. El dia 22 d'abril de 1931, a l'església de Pompeia i de mans de l'arquebisbe primat Francesc d'Assís Vidal i Barraquer fou consagrat bisbe titular de Colofó. El 8 de juny següent s'embarcà a Barcelona en el vapor "Manuel Arnús" amb direcció a Nicaragua; l'acompanyaven els missioners fra Ramon Maria d'Olot i fra Joaquim de Port de la Selva. Va prendre possessió del vicariat apostòlic de Bluefields el 12 de juliol de 1931.
Bluefields era la capital de tota la regió caribenya de Nicaragua, d'una superfície gairebé el doble que la de Catalunya però escassament poblada, amb una gran diversitat ètnica i idiomàtica (l'anglès caribeny o "crioll", l'anglès normatiu, el mískit, el sumo, el rama i en darrer lloc l'espanyol). El territori comprenia l'antiga Costa de Mosquits, zona tradicional de pirateria i de comerç il·legal i que des de 1740 fins a 1860, amb algunes interrupcions, havia estat protectorat britànic. Només des del 1923 la seva pertinença a Nicaragua ja no era discutida. L'activitat missionera dels caputxins catalans hi era especialment difícil, atesa la persistència de religions indígenes en sincretisme amb nombroses confessions protestants, especialment la hussita. El bisbe Solà hi va mantenir un tracte exquisit amb les autoritats d'altres religions i hi va redissenyar les zones de missió, comptant amb les successives arribades de nous frares caputxins procedents de Catalunya.
Tanmateix l'esclat de la guerra civil espanyola i l'assassinat de trenta-sis caputxins catalans va provocar la interrupció del flux missioner, i el bisbe Solà es veié obligat a demanar ajut a altres províncies caputxines, petició que fou atesa generosament per la província de Detroit, als Estats Units. Aleshores el fet que la gran majoria dels seus col·laboradors fossin nord-americans, i a sobre auxiliats amb abundants mitjans econòmics d'aquella procedència, obligaren a fra Maties Solà a renunciar al vicariat apostòlic i a retornar a Catalunya el 1942.
Passat a residir al convent de Pompeia de Barcelona, esdevingué de facto l'auxiliar del bisbe Gregorio Modrego, i la seva activitat fou incessant: cura pastoral a comunitats religioses i laiques, consagració d'esglésies, ordenació de sacerdots i molt especialment administració del sagrament de la confirmació, fins al punt que el bisbe de Colofó era conegut arreu del bisbat de Barcelona com el "bisbe de les confirmacions". El 1966 fou destacadíssima la seva intervenció en favor dels assetjats al convent de Sarrià ran de la Caputxinada, en la qual participava el seu amic Mn. Josep Dalmau i Olivé, savallenc com ell i que ell mateix havia ordenat sacerdot el 1952.
Va assistir a les quatre sessions del Concili Vaticà II (1962-1965). El seu precari estat de salut provocà que es reclogués progressivament al convent de Pompeia, on morí.
La vila de Sant Llorenç Savall l'havia nomenat fill predilecte (1951), li havia dedicat un carrer (1966) i havia col·locat una placa a la seva casa natal (1933, reconstruïda el 1945).